# Vincent Jackson
Vincent Jackson (Colorado Springs, 14 gennaio 1983 – Brandon, 15 febbraio 2021) è stato un giocatore di football americano statunitense che ha militato nel ruolo di wide receiver per i Tampa Bay Buccaneers e i San Diego Chargers della National Football League. Al college ha giocato a football a Northern Colorado.
È stato ritrovato morto il 15 febbraio 2021 in un hotel di Tampa per cause legate all'alcolismo.

## Carriera universitaria
Jackson ha giocato con i Northern Colorado Bears, squadra rappresentativa dell'Università del Northern Colorado.

## Carriera professionistica

### San Diego Chargers
Al draft NFL 2005 Jackson è stato selezionato come 61ª scelta dai Chargers. Ha debuttato nella NFL il 16 ottobre 2005 contro gli Oakland Raiders indossando la maglia numero 83. Dopo le prime due stagioni dove ha trovato poco spazio, nel 2007 Jackson è diventato titolare.
L'anno successivo aumenta le sue statistiche, migliorando maggiormente le sue prestazioni.
Nella stagione 2010 a causa di uso illegale di sostanze è stato sospeso per 3 partite, inoltre è rimasto fuori squadra per altre 6 partite. È tornato a giocare dalla 12ª settimana, saltando una partita per un infortunio al polpaccio.
Il 15 febbraio 2011 è stato designato come franchise tag, assicurandogli un contratto di un anno per 11,4 milioni di dollari. Ha chiuso la stagione giocando in tutte le 16 partite da titolare.

### Tampa Bay Buccaneers
Il 13 marzo 2012, Jackson firmò un contratto quinquennale del valore di 55,55 milioni di dollari coi Tampa Bay Buccaneers.

#### 2012
Il 9 settembre, Jackson e i Bucs, guidati dal nuovo allenatore Greg Schiano, iniziarono con una vittoria per 16-10 in casa contro i Carolina Panthers. Vincent guidò la squadra con 4 ricezioni per 47 yard. Nel turno successivo, i Bucs persero contro i New York Giants dopo essere stati in vantaggio di 14 punti. Vincent tuttavia giocò una grande partita ricevendo 128 yard e segnando un touchdown.

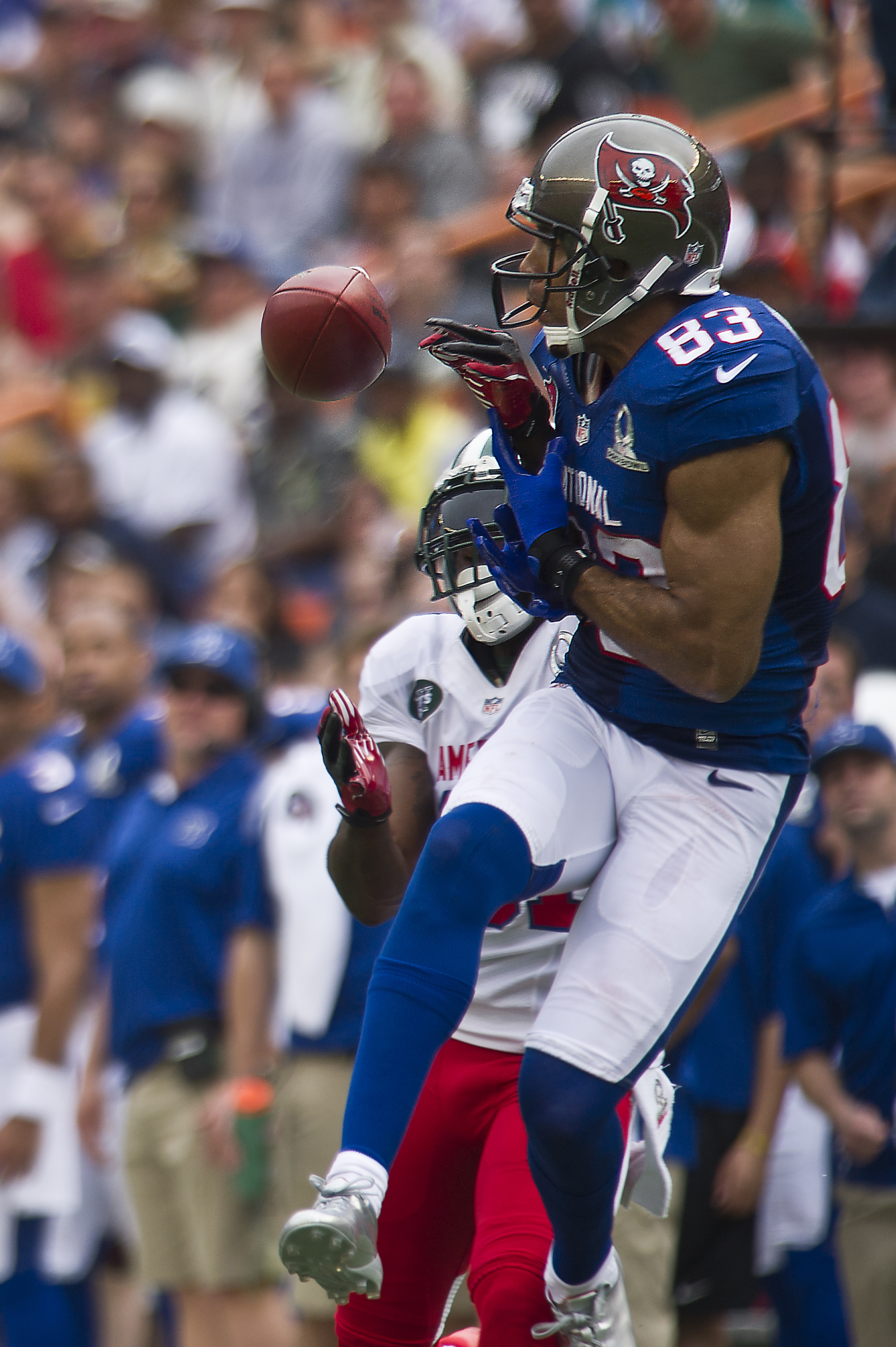
Jackson durante il Pro Bowl 2013.

Nella settimana 4 Tampa Bay perse ancora contro i Washington Redskins: Jackson ricevette 6 passaggi per 100 yard e segnò un touchdown. Dopo la settimana di pausa, i Bucs tornarono alla vittoria superando i Kansas City Chiefs con Vincent che ricevette 66 yard e segnò 2 touchdown. Nel turno successivo, i Bucs persero contro New Orleans ma il giocatore disputò una prova strepitosa ricevendo ben 216 yard (record di franchigia dei Bucs) e segnando un touchdown, stabilendo inoltre il primato per la più lunga ricezione nella storia della franchigia (95 yard). I Bucs vinsero la seconda gara consecutiva nella settimana 8 contro gli Oakland Raiders con Jackson che ricevette 84 yard e segnò un touchdown.
I Bucs vinsero la quarta gara consecutiva contro i Carolina Panthers nella settimana 11 con Jackson che contribuì prima segnando la conversione da due punti che portò la gara ai supplementari e poi il touchdown della vittoria nell'overtime. La striscia positiva si interruppe nel turno seguente ad opera degli Atlanta Falcons contro cui il ricevitore guadagnò 96 yard superando per la quarta volta in carriera le mille yard stagionali. Tamba Bay fu sconfitta all'ultimo istante di gara anche nella domenica successiva malgrado 126 yard corse e il decimo touchdown di Martin. Tamba Bay fu sconfitta all'ultimo istante di gara anche nella domenica successiva malgrado 131 yard corse e il nono touchdown del 2012 di Jackson. Il 15 gennaio 2013 fu convocato per il suo terzo Pro Bowl in sostituzione dell'infortunato Calvin Johnson. A fine anno fu classificato al numero 52 nella classifica dei migliori cento giocatori della stagione.

#### 2013
Nella prima gara della stagione contro i New York Jets, Jackson ricevette 7 passaggi per 154 yard, coi Bucs che furono sconfitti con field goal a due secondi dal termine. I primi due touchdown stagionali li ricevette nella settimana 6 dal rookie Mike Glennon, terminando con 114 yard ricevute contro gli Eagles. A questa prestazione ne seguì un'altra da 138 yard ricevute e altri 2 touchdown, di cui uno con una spettacolare ricezione a una sola mano, ma i Bucs non riuscirono ancora a vincere la prima gara stagionale. La prima vittoria giunse nella settimana 10 contro i Dolphins, cui ne seguì una sui Falcons in cui Vincent ricevette 165 yard e un touchdown. Nella settimana 14 i Bills vinsero la quarta gara nelle ultime cinque con Jackson che segnò un touchdown e con 70 yard ricevute superò quota mille stagionali per la terza stagione consecutiva, la quinta complessiva. A fine anno fu votato al 44º posto nella NFL Top 100 dai suoi colleghi.

#### 2014
Con un nuovo quarterback, Josh McCown, Jackson iniziò lentamente la stagione 2014, ricevendo solo 102 yard nelle prime tre partite e segnando il primo touchdown nel Thursday Night della settimana 3 quando Mike Glennon entrò per sostituire l'infortunato McCown. La sua annata si chiuse al secondo posto della squadra dietro il rookie Mike Evans con 1.002 yard ricevute, ma solo 2 touchdown.

## Palmarès
- Convocazioni al Pro Bowl: 3

2009, 2011, 2012

## Statistiche
| Partite totali             | 92    |
| Partite totali da titolare | 76    |
| Yard su ricezione          | 4.754 |
| Touchdown su ricezione     | 37    |